# 十和田市民図書館
十和田市民図書館（とわだしみんとしょかん）は、青森県十和田市の公共図書館である。

## 概要
十和田市の前身である三本木村が皇太子（のちの大正天皇）の東北地方行啓を記念し、1909年（明治42年）4月に三本木小学校内に開設した村立図書館を起源とする。当初の蔵書数は300冊。
数度の移転を経た後、現在地に独立した図書館（※解体済み）の建設が決まる。新館建設に向けて1971年からは市民による献本運動や献本募金が展開された。市民の貢献を示すため、1973年の新館開業時に十和田市立図書館から現行の「十和田市民図書館」に改称した。2005年1月には十和田市と十和田湖町の合併に伴い、十和田湖町立図書館を分館とする。
現在の図書館は、十和田市教育プラザ内に2015年1月に開館した。建物は鉄筋コンクリート造平屋建て。建築家の安藤忠雄が設計し、「十和田の美しい自然と調和する新しい教育の場」を指向する。
使用目的を限定しない5つのサンルームが特徴で、人々が交流し活字にならない情報も得られる場を目指している。

## 施設利用
- 開館時間 9:00～20:00
- 休館日 毎月第4木曜日、年末年始、蔵書点検期間
- 利用者登録が必要。利用者カードは、青森県内在住であれば作成できる。十和田市内に住む大学生は、学生証と住所が記載された公共料金の請求書か納入通知書の両方を提示することで申請できる。

## アクセス
- 自動車:JR七戸十和田駅より車で約25分
- バス:市街地循環バス「図書館・保健センター」で下車徒歩1分
- 十和田市現代美術館より徒歩6分